# Qimmat Safīn
Qimmat Safīn (arabiska: قمة سفين, kurdiska: Chiya-î Sefîn, چياى سەفين) är en bergstopp i Irak.   Den ligger i distriktet Shaqlawa och provinsen Arbil, i den norra delen av landet, 300 km norr om huvudstaden Bagdad. Toppen på Qimmat Safīn är 1 828 meter över havet.